# Pankration

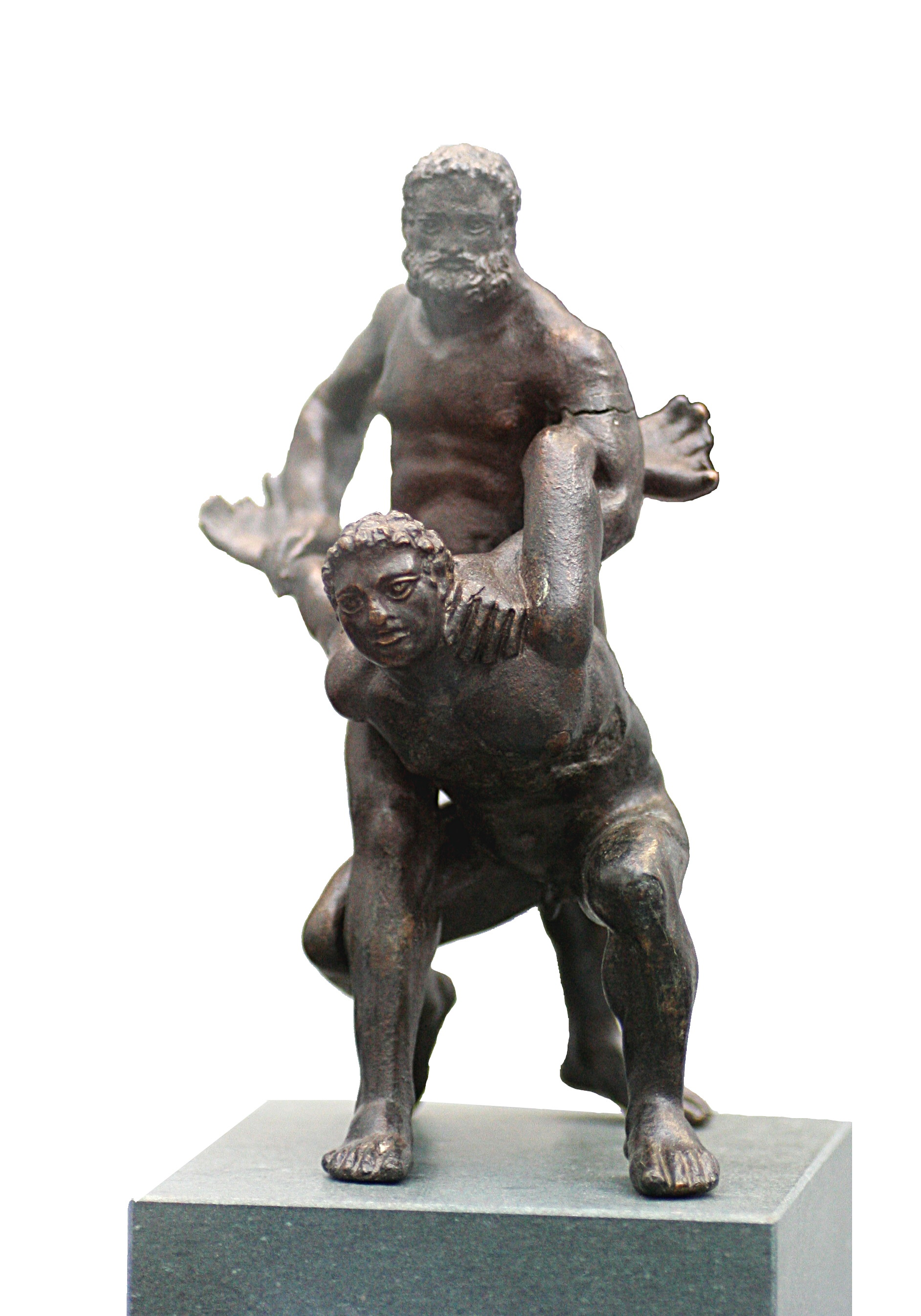
Pankratiasten
Bronze 2. Jahrhundert v. Chr.

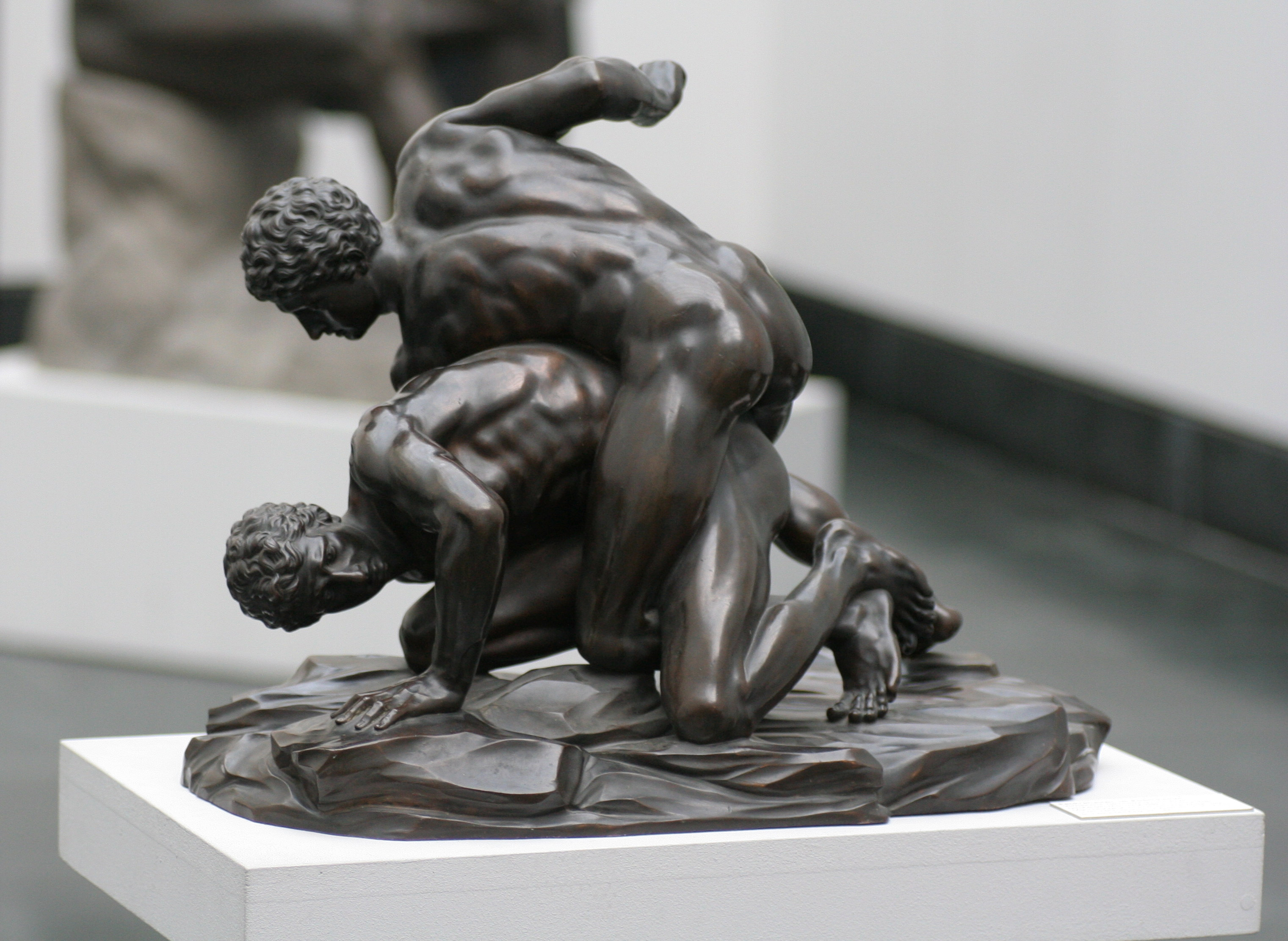
Pankratiasten im Bodenkampf
3. Jahrhundert v. Chr.

Das Pankration (altgriechisch παγκράτιον „Allkampf, Gesamtkampf“, von πᾶν pan „alles“ und κράτος kratos „Kraft, Stärke“) bezeichnet eine Kampfkunst bei den altgriechischen Festspielen, die erstmals 648 v. Chr. bei den 33. Olympischen Spielen nachweisbar ist. Nach dem Scholiast zu Pindar wurde das Pankration vom mythischen Theseus erfunden, als er ohne Waffen gegen den Minotaurus kämpfen musste.

## Historisch

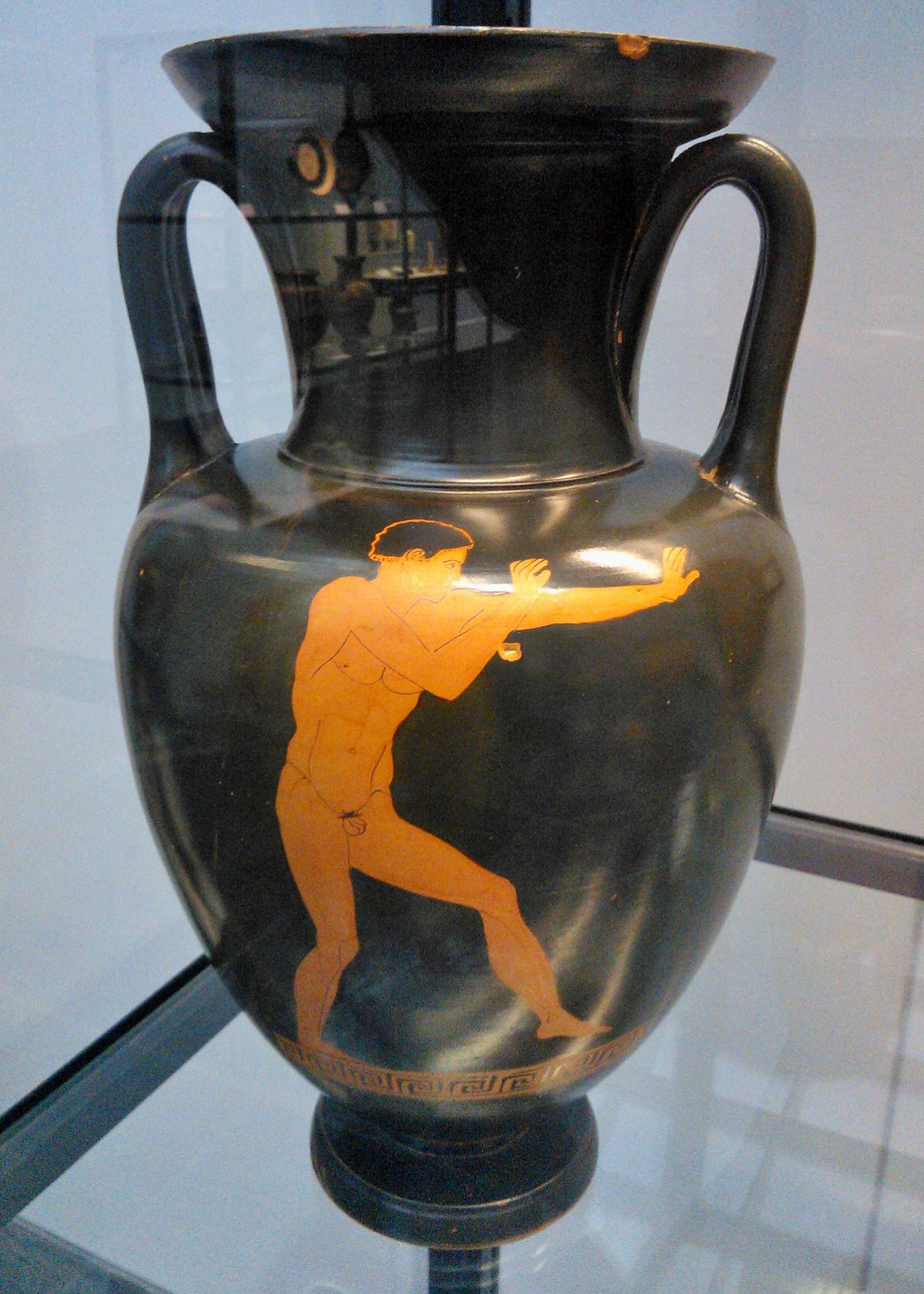
Pankratiast in Kampfhaltung, Altgriechische Rotzahl-Amphore, 440 v. Chr.

Das Pankration fand stets am vierten Wettkampftag statt. Es war eine Verbindung von Ringen (Pale) und Boxen (Pygme), wobei im Gegensatz zum Boxen mit bloßen Händen (ohne Nutzung von Bandagen) gekämpft wurde. Nur zeitweilig war der Cestus als Kampfhandschuh erlaubt. Die Kämpfe fanden auf lockerem Sand statt.
Der Sieg beim Pankration führte nur über K.O., Aufgabe oder den Tod des Gegners. Es waren sowohl Schläge und Tritte, Knie- und Ellenbogenstöße als auch Würfe, Hebel und Würgegriffe sowohl im Stand als auch im Bodenkampf erlaubt, nur das Beißen des Gegners und das Eindrücken der Augen waren verboten. Aufgrund dieser Regeln wurde beim Pankration nahezu jede Methode genutzt, den Gegner in einen kampfunfähigen Zustand zu versetzen.
Viele der unterlegenen Kämpfer fanden den Tod oder verließen den Schauplatz des Kampfes als Krüppel. Es kam auch vor, dass ein Teilnehmer den Kampf mit dem Leben bezahlte, ihm aber posthum aufgrund seines guten Kampfes der Sieg zuerkannt wurde.
Genauere Aussagen sind aufgrund der Quellenlage schwierig.
Die Kämpfer wurden Pankratiasten genannt. Hellanodiken überwachten die Einhaltung der Regeln und bestimmten den Sieger.
Ein berühmter Athlet, der diese Disziplin bei den Olympischen Spielen mehrfach gewann, war Theogenes aus Thassos. Dioxippos gewann 336 v. Chr. die Disziplin, nachdem alle Mitkämpfer ob seiner Überlegenheit den Rückzug angetreten hatten.

## Modernes Pankration
Heute gibt es Versuche, das Pankration in einer reglementierten Form wieder olympisch zu machen, oder zumindest wieder als eigenständigen und ernstzunehmenden Sport in Form des pangration athlima zu etablieren. Hierzu haben vor allem griechischstämmige Kanadier und US-Amerikaner anhand Quellenlage und Darstellungen versucht, das historische Pankration zu rekonstruieren. Aber auch in Griechenland ist dieses moderne Pankration sehr beliebt, und auch in Deutschland gibt es inzwischen einen kleinen Ableger.
Aufmerksamkeit bekam Pankration besonders durch den Film 300, dessen Kampfszenen auf Pankration und spartanischen Waffenkampf choreografiert wurden.

### Ähnliche Sportarten
Auch das brasilianische Vale Tudo und die an Popularität zunehmenden Mixed Martial Arts (MMA) und Freefights beleben die Tradition des stilfreien Allkampfes neu.